# Kâak

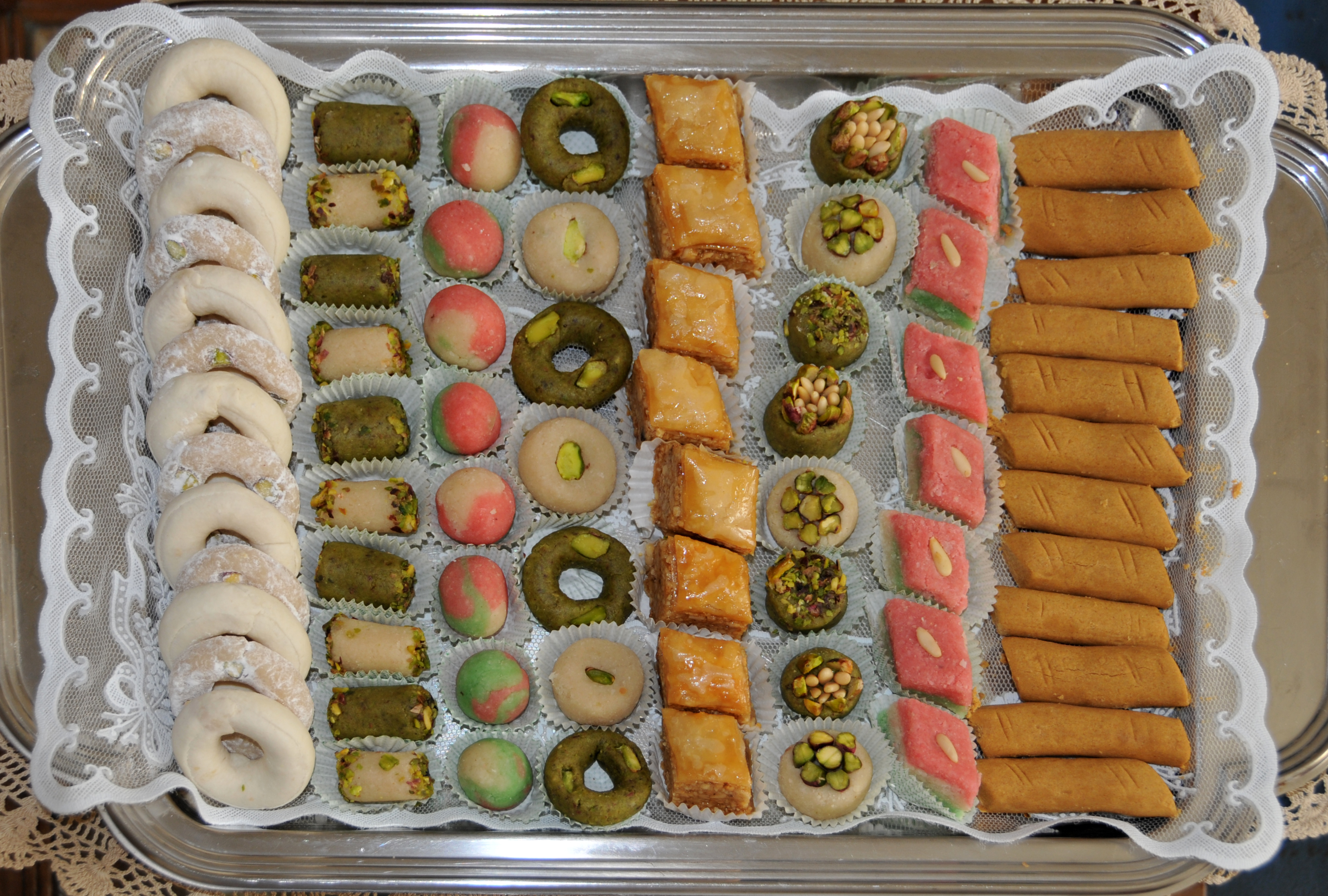
La primera columna per l'esquerra d'aquesta plata de pastissets tunisians consta de dos tipus de kâak alternats.

El kâak (en àrab, كعك الورقة) és un petit pastisset de tipus oriental fet amb ametlla típic de la cuina tunisiana i que sovint es fa amb forma de rosquilla. Es fa amb ametlles en pols, sucre, mantega, farina i de vegades estan perfumades amb aigua-ros. Es cou al forn.